# Барс (полупрам, 1773)
«Барс» — полупрам Балтийского флота Российской империи.

## Описание судна
Деревянный парусно-гребной полупрам, переоборудованный из торгового судна. Длина судна составляла 24,4 метра, ширина — 8,2 метра, а осадка — 2,9 метра. Вооружение судна состояло из 10 орудий.

## История службы
Полупрам «Барс» был переоборудован из торгового судна «большой пропорции» на Кронштадтской верфи и после спуска на воду 27 мая (7 июня) 1773 года вошёл в состав Балтийского флота России. Сведений о кораблестроителях, строивших судно, не сохранилось.
Сведений об участии прама в плаваниях не сохранилось.
По окончании службы в качестве прама в 1778 году был переоборудован в киленбалок.

### Комментарии
1. ↑  80 футов[1].
2. ↑  27 футов[1].
3. ↑  9 футов 6 дюймов[1].
4. ↑  Понтон для килевания судов[2].